# Pagaronia odai
Pagaronia odai är en insektsart som beskrevs av Toyohi Okada 1976. Pagaronia odai ingår i släktet Pagaronia och familjen dvärgstritar. Inga underarter finns listade i Catalogue of Life.